# Tichet cadou
Emiterea tichetelor cadou este reglementată prin Legea nr.193/2006 precum și prin Normele metodologice de aplicare a dispozițiilor Legii nr. 193/2006 privind acordarea tichetelor cadou și a tichetelor de creșă, apărute în Monitorul Oficial nr 823/2006.
Tichetele cadou sunt bonuri valorice folosite ca instrument de plată în unitățile economice afiliate. 
Spre deosebire de bani, tichetele cadou sunt hârtii valorice nefungibile. 
Tichetele cadou se pot utiliza pentru campanii de marketing, studiul pieței, promovarea pe piețe existente sau noi, pentru protocol, pentru cheltuielile de reclamă și publicitate, precum și pentru cheltuieli sociale. Angajații care beneficiază de tichetele cadou pot beneficia și de tichetele de creșă. 
Emiterea tichetelor cadou se face de către unitățile autorizate de Ministerul Finanțelor Publice sau de către angajatorii ce au organizate cantine-restaurant sau bufete. 
Valoarea unui tichet cadou, precum și a unui tichet de creșă este de 10 lei (RON) sau un multiplu de 10, dar nu mai mare de 50 lei (RON). 
Pentru a fi valabil, un tichet cadou trebuie să aibă înscris numărul sub care a fost înseriat de unitatea emitentă. De asemenea, este obligatoriu ca pe tichet să fie imprimate următoarele: 
a) numele și adresa emitentului; 
b) valoarea nominală a tichetului; 
c) date referitoare la perioada de valabilitate; 
d) spațiu pentru înscrierea numelui și a prenumelui salariatului care este în drept să utilizeze tichetul de creșă; 
e) spațiu destinat înscrierii datei și aplicării ștampilei unitătii la care tichetul a fost utilizat.

## Emitenți de tichete cadou
- Accor Services (Ticket Cadou)
- Pluxee Romania
- Ascendi Inc (Tichet Cadou)
- BluTicket (Timișoara)
- Chèque Dèjeuner
- Euroticket Company (Bonus Ticket)